# Osoba
Osoba je jednotlivá rozumová bytost, často s důrazem na její jedinečnost a identitu: obvykle je to člověk s vlastním jménem, schopný se rozhodovat, jednat i odpovídat za své jednání. Osoba je odborný pojem psychologie, filosofie, teologie, práva, sociologie a kulturní antropologie. Na pojmu osoby se zakládají i společenské pojmy jako svoboda, demokracie, lidská práva apod.

## Původ pojmu
Zatímco slovanské jazyky pojem vyjadřují zpodstatnělým „o-sobě“, ve většině evropských jazyků se vyjadřuje odvozeninami z latinského persona (patrně z etruštiny), což původně znamenalo masku, resp. z řeckého προσῶπον prosópon, obličej nebo maska, kterou herec v antickém divadle nosil na obličeji. Později dostává význam osoby jako (jedinečné) divadelní role a v křesťanské teologii se užívá v diskusích o osobách (lat. personae, řec. hypostaseis) v Boží Trojici.

## Psychologie
Osobou se v psychologii rozumí jednající a pociťující člověk obecně i ve svých vztazích k druhým lidem. Psychologie však zkoumá různé osoby v jejich zvláštnosti, popisuje jejich intelektuální a emocionální rysy a řadí je do různých kategorií. Proto používá častěji pojem osobnost, kterou chápe jako integrovanou jednotlivou bytost, jež se sama realizuje v interakcích se svým prostředím.

## Filosofie
První pokus o definici lidské osoby učinil Boëthius, který popisuje osobu jako „jednotlivou bytost rozumem obdařené přirozenosti" (naturae rationalis individua substantia). Podle této definice je lidská osoba bytost rozumové povahy, tedy nadaná základními vlastnostmi rozumnosti a duchovnosti, a zároveň jednotlivá a konkrétní bytost ("podstata"), která existuje v sobě jako subjekt a nikoli jako výkon nějakého subjektu.
Tomáš Akvinský přejímá Boëthiovu definici, avšak zároveň ji rozšiřuje o kategorii vztahu. Osoba je tedy jsoucno, které existuje in se, samo o sobě, a per se, prostřednictvím sebe. Tento způsob bytí je nejvyšší možný způsob existence. Osobě tedy patří nejvyšší „důstojnost“, která vychází ze skutečnosti, že existuje sama o sobě.
Toto pojetí osoby zpochybnila moderní filosofie počínaje René Descartem, který rozlišil člověka na dvě nezávislé podstaty: myslící (res cogitans) a rozlehlou (res extensa), z nichž je osobou pouze myslící složka, res cogitans. John Locke chápe osobu jako "trvalou totožnost bytosti se sebou samou" a s vědomím, bez nějž osoba přestává být osobou. Zdůrazňuje tedy časovou souvislost osoby v průběhu života včetně její odpovědnosti. David Hume redukuje osobní identitu na souhrn událostí, které následují jedna druhou. Pro Kanta je osoba "ten subjekt, jemuž lze přičítat jeho jednání", kdežto pro Hegela je to "takový sobjekt, pro nějž jeho subjektivita jest, neboť v osobě jsem cele pro sebe; je to jedinečnost svobody v čistém bytí pro sebe".
Současná filosofie se pojmu osoby spíše vyhýbá nebo jej nahrazuje jinými, ať se jedná o nihilismus Friedricha Nietzscheho (já), existencialismus Martina Heideggera (pobyt nebo existence), pozitivistický strukturalismus (Michel Foucault, Deleuze) nebo analytickou filozofii, osoba je však základním pojmem personalismu.[zdroj⁠?!]

## Teologie
Pojem osoby jako jedinečného člověka je židovsko-křesťanskému myšlení vlastní, o čemž svědčí už skutečnost, že Septuaginta, řecký překlad Starého zákona obsahuje slovo προσῶπον (prosópon, tvář, osoba) více než 850× (většinou odpovídá hebrejskému פנים páním, které označuje tvář). Zmiňované slovo פנים pak může označovat i celého člověka, avšak zvláštním způsobem se objevuje ve spojení פני־יהוה pené-jhvh, které označuje Boží, Hospodinův pohled či tvář. Stejný význam si uchovává slovo προσῶπον i v Novém zákoně, taktéž ve spojení προσῶπον θεοῦ prosópon theú, Boží tvář.
V křesťanské teologii se pojem osoby vztahuje jednak na člověka, stvořeného k božímu obrazu a podobě Gn 1, 26 (Kral, ČEP), který není jen souhrnem všech materiálních či jiných prvků a částí, nýbrž celkem, který sám sebe přesahuje a zůstává tak z principu tajemstvím. Analogicky se pak pojem přenáší na tři skutečnosti, které jsou v Bohu a které se liší svým původem a posláním, totiž osoby Nejsvětější Trojice - Otec, Syn a Duch Svatý. Pojem osoby v obojím smyslu, v němž jej teologie užívá, byl předmětem sporu v prvních křesťanských staletích. Tyto diskuse měly přispět k vyjasnění, kdo je Bůh, kdo je Ježíš Kristus a jaký je jejich vztah ke člověku.

### Vývoj pojmu v dějinách
Postupným vývojem prvních staletí se pojmu osoba používá ve významu celé lidské skutečnosti. V řeckém světě se pro vyjádření osoby začíná užívat pojmu ὑποστάσις hypostasis, podstata, které se do latiny překládá jako substantia (tedy to, co stojí pod něčím). Tento pojem mohl zachytit lépe objektivní skutečnost, kterou popisuje, nejen pouhý jev.
Prvním, kdo užívá slova persona pro označení Boha, je Tertullianus; později pojmu osoba užívají i první ekumenické koncily 4. a 5. století.
První konstantinopolský koncil (381) vyznává, že Boží Trojice Otec, Syn a Duch Svatý existuje ve „třech dokonalých hypostazích, tedy ve třech dokonalých osobách“. Chalkedonský koncil (451) se usnáší, že Ježíš Kristus, dokonalý ve svém božství i lidství, je jedinou osobou čili jednou hypostazí ve dvou přirozenostech, tedy božské a lidské, které mu náležejí „nesmíšeně, neměnně, nerozděleně a neoddělitelně“.
Od tohoto pojetí Boha jako osobního postupně křesťanská teologie přechází ve filosofii a pokouší se popsat, co je člověk, jak o tom svědčí výše citované výměry osoby Boëthiovy a Tomáše Akvinského.

### Základní charakteristiky osoby
Podstatnými vlastnostmi osoby, které pocházejí z křesťanského pojetí člověka jako "stvořeného k Božímu obrazu", jsou rozum, svědomí, svoboda a odpovědnost, případně i schopnost sebepřesahování (autotranscendence).
Člověk jako osoba existuje sám o sobě jako jedinečné a neopakovatelné jsoucno, existuje jako Já, schopné sebereflexe, sebepochopení, sebeovládání, sebenaplnění. Lidskou osobu nedefinují pouze inteligence, vědomí a svoboda, ale je to osoba, která jako svébytná existence stojí za inteligentními, vědomými a svobodnými úkony. Takové úkony mohou u člověka někdy chybět, okolnosti mu je mohou upřít (privace), avšak ani tak nepřestává být osobou. Toto pojetí osoby v křesťanství mj. vysvětluje postoj křesťanů k ochraně života člověka jako takového, od počátku až do konce (včetně řešení konkrétních situací, které se týkají např. interrupcí a eutanazie).
Na základě své schopnosti překračovat sám sebe je člověk otevřený ke světu, ke všem jsoucnům i k nekonečnému. Vůči nekonečnu je otevřen především svou inteligencí a vůlí, které nejsou nijak ohraničeny. To může dokládat tíhnutí člověka k hledání pravdy a dobra. Vůči druhým je otevřen už tím, že je schopen reflektovat sám sebe jako Já pouze v konfrontaci s druhým Ty.
Teologie rovněž rozlišuje mezi osobou – jakožto stvořenou ontologickou daností – a osobností. Mezi osobou a osobností je pevná souvztažnost, neboť osobnost by se nemohla realizovat, dokonce by nebyla ani myslitelná bez osoby (zajišťující integritu a totožnost v čase), z níž se vynořuje, ale zároveň je zde distinkce, neboť na ontologické rovině není osoba a osobnost totéž. Osoba je – podle teologického přístupu – ontologicky chápáno stvořené jsoucno existující nezávisle na vnějších akcidentech, ovšem při vědomí konstitutivního vztahu se Stvořitelem (tento není akcidentální). Ono vědomé prožívání „já“ vzhledem k druhým a světu, je potom spíše osobností a platí, že není osobnosti bez vědomí a vztahování se k ostatním a okolí jako celku, ale osoby ano. Existence osoby na vědomém zapojení do přediva vztahů nezávisí.

## Indická filosofie
Indické filosofie pojem osoby většinou odmítají. Podle Advaita védanty není pojem osoby příhodný. Odmítání jednotlivce, tedy osoby jako konkrétní, jedinečné bytosti je stěžejním bodem učení předních učitelů védanty (aka konečného poznání) tohoto i minulého století. V rozhovorech se vyjadřují o nepřítomnosti jednotlivce, o tom, že nejsme povahou osobou (s povahovými vlastnostmi), ale čistým vědomím, že nejsme jeden od druhého odděleni a nějak specifičtí, ale že jsme v základu vědomím, které obsahuje libovolné představy o sobě. Víru ve skutečnost osoby s povoláním, vztahy, závazky, problémy a jejich řešením označují za mylnou, snovou nebo iluzorní a upozorňují na skutečnou povahu toho čím jsme a co není zaujato starostmi, jimiž se zabývají lidé považující se za osoby.

## Právo
V právu je osobou ten, kdo je jeho subjektem a ne objektem – ten, kdo je způsobilý mít práva a povinnosti. „Právní osobnost je způsobilost mít v mezích právního řádu práva a povinnosti.“
Právo rozlišuje osoby na:
- osoby fyzické (přirozené)
- osoby právnické (existují toliko jako právní fikce).[17]

### Nelidské osoby
Existuje několik případů, kdy soud rozhodoval o uznání statusu osoby zvířatům s vyvinutou inteligencí, tzv. nelidským osobám:
- V červenci 2013 rozhodlo indické ministerstvo životního prostředí a lesů povýšit status inteligentních kytovců na „nelidské osoby“ a zakázalo aquacentra, vodní show a podobná zařízení, kde by měli být kytovci chováni v zajetí a ryze pro zábavu.[18][19]
- V prosinci 2014 soud v New York City rozhodl negativně o přidělení statusu osoby orangutanovi Tommymu, který byl vycvičen k jednoduchým úkolům a dokonce si zahrál v několika filmech, potažmo pak orangutanům obecně. Argumentace soudu se opírala zhruba o to, že tito primáti nejsou zodpovědni za své činy. O přidělení statusu se snažila organizace The Nonhuman Project ve státě New York.[20]
- V březnu 2015 došel soud v argentinském Buenos Aires k rozhodnutí udělení statusu nelidské osoby (s právem na svobodu) samici sumaterského orangutana, která svých posledních 20 strávila v zoo, a současně rozhodl přesunout ji do brazilského národního parku.[21]

Cílem jednotlivců a organizací, snažících se o přidělení tohoto statusu inteligentním zvířatům, je následné zohlednění práv, které se (podle různých právních výkladů) vztahují na osoby, např. včetně práva Habeas corpus.